# Stokes (Familienname)
Stokes ist ein englischer Familienname.

## Namensträger
- Adrian Stokes (Mediziner) (1887–1927), britisch-irischer Bakteriologe
- Adrian Stokes (Maler) (1902–1972), britischer Maler, Kunstkritiker und Schriftsteller
- Adrian Scott Stokes (1854–1935), britischer Maler
- Andy Stokes (* 1981), US-amerikanischer American-Football-Spieler
- Anson Phelps Stokes (Bankier) (1838–1913), US-amerikanischer Bankier, Publizist und Philanthrop
- Anson Phelps Stokes (Philanthrop) (1874–1958), US-amerikanischer Geistlicher, Historiker, Schriftsteller und Philanthrop
- Anson Phelps Stokes (Bischof) (1905–1986), US-amerikanischer Geistlicher, Bischof in Massachusetts
- Anthony Stokes (* 1988), irischer Fußballspieler
- Barry Stokes (* 1944), britischer Schauspieler
- Ben Stokes (* 1991), englischer Cricketspieler
- Bobby Stokes (1951–1995), englischer Fußballspieler
- Brian Stokes (* 1979), US-amerikanischer Baseballspieler
- Carl Stokes (1927–1996), US-amerikanischer Politiker
- Charles Stokes (1852–1895), irischer Missionar und Waffenhändler
- Chase Stokes (* 1992), US-amerikanischer Schauspieler
- Chris Stokes (Bobfahrer) (* 1964), jamaikanischer Bobfahrer
- Chris Stokes (Regisseur) (* 1969), US-amerikanischer Filmregisseur
- Chris Stokes (Fußballspieler) (* 1991), englischer Fußballspieler
- Demi Stokes (* 1991), englische Fußballspielerin
- Donald Stokes (1914–2008), britischer Industrieller
- Donald E. Stokes (1927–1997), US-amerikanischer Politikwissenschaftler
- Dudley Stokes (* 1962), jamaikanischer Bobfahrer
- Ed Stokes (* 1971), US-amerikanischer Basketballspieler
- Edith Minturn Stokes (1867–1937), US-amerikanische Philanthropin und Künstlermuse
- Edward Stokes (Tennisspieler), australischer Tennisspieler
- Edward C. Stokes (1860–1942), US-amerikanischer Politiker
- Edward L. Stokes (1880–1964), US-amerikanischer Politiker
- Eric Stokes (Komponist) (1930–1999), US-amerikanischer Komponist
- Eric Stokes (Footballspieler, 1973) (* 1973), US-amerikanischer American-Football-Spieler
- Eric Stokes (Footballspieler, 1999) (* 1999), US-amerikanischer American-Football-Spieler
- Eric Thomas Stokes (1924–1981), britischer Historiker
- Frank Stokes (1888–1955), US-amerikanischer Gitarrist
- Fred Stokes (* 1964), US-amerikanischer American-Football-Spieler
- George Gabriel Stokes (1819–1903), irischer Mathematiker und Physiker
- Greg Stokes (* 1963), US-amerikanischer Basketballspieler
- Harold Phelps Stokes (1887–1970), US-amerikanischer Journalist
- Herman Stokes (1932–1998), US-amerikanischer Dreispringer
- J. William Stokes (James William Stokes; 1853–1901), US-amerikanischer Politiker
- Jacob L. Stokes, US-amerikanischer Mikrobiologe
- Jason Stokes (* 1982), US-amerikanischer Baseballspieler
- John Lort Stokes (1811–1885), britischer Marineoffizier
- John Heydon Stokes (1917–2003), britischer Politiker
- John P. Stokes (* um 1963), pensionierter Generalmajor der US Air Force
- Jonathan Stokes (1754–1831), britischer Botaniker und Mediziner
- Kamau Stokes (* 1995), US-amerikanischer Basketballspieler
- Kathleen Stokes (1916–2003), britische Leichtathletin
- Keith Stokes (* 1978), US-amerikanischer American-Football-Spieler
- Lawrence D. Stokes (1940–2007), kanadischer Historiker
- Louis Stokes (1925–2015), US-amerikanischer Politiker
- Lowe Stokes († 1983), US-amerikanischer Countrymusiker
- Mack B. Stokes (1911–2012), US-amerikanischer Bischof
- Margaret Stokes (1832–1900), irische Altertumswissenschaftlerin und Illustratorin
- Marianne Stokes (1855–1927), österreichisch-britische Malerin
- Marvin A. Stokes (1927–2010), US-amerikanischer Dendrochronologe
- Maurice Stokes (1933–1970), US-amerikanischer Basketballspieler
- Montfort Stokes (1762–1842), US-amerikanischer Politiker
- Peter Stokes, walisischer Squashspieler
- Raymond Stokes (* 1956), US-amerikanisch-britischer Wissenschaftshistoriker
- Richard Stokes (1897–1957), britischer Politiker
- Rose Pastor Stokes (1879–1933), US-amerikanische Aktivistin, Autorin und Frauenrechtlerin
- Ruby Stokes (* 2000), britische Schauspielerin
- Shelly Stokes (* 1967), US-amerikanische Softballspielerin
- Susan Stokes (* 1959), US-amerikanische Politikwissenschaftlerin
- Suzanne Stokes-Munton (* 1956), Hairstylistin und Perückenmacherin beim Film
- Tim Stokes (* um 1956), englischer Badmintonspieler
- Tony Stokes (* 1987), englischer Fußballspieler
- Trinitee Stokes (* 2006), US-amerikanische Schauspielerin und Sängerin
- Vidya Stokes (* 1927), indische Politikerin
- W. Royal Stokes (1930–2021), US-amerikanischer Jazzjournalist
- Walter Stokes (1898–1996), US-amerikanischer Sportschütze
- Whitley Stokes (Mediziner) (1763–1845), irischer Mediziner
- Whitley Stokes (Keltologe) (1830–1909), irischer Keltologe und Jurist
- Wilfred Stokes (1860–1927), britischer Ingenieur und Erfinder
- William Stokes (1804–1878), irischer Internist
- William Brickly Stokes (1814–1897), US-amerikanischer Politiker